# فيلاداسينس
بلدية فيلاداسينس (بالإسبانية: Viladasens) هي بلدية تقع في مقاطعة جرندة التابعة لمنطقة كتالونيا شمال شرق إسبانيا.

## الديموغرافيا
بلغ عدد سكان بلدية فيلاداسينس 210 نسمة عام 2011 (وفقاً للمعهد الوطني الإسباني للإحصاء).
| 182 | 187 | 173 | 182 | 200 | 217 | 210 |